# Quận Woods, Oklahoma
Quận Woods là một quận trong tiểu bang Oklahoma, Hoa Kỳ. Quận lỵ đóng ở thành phố Alva 6. Theo điều tra dân số năm 2000 của Cục điều tra dân số Hoa Kỳ, quận có dân số người 2. Năm 2007, ước tính dân số quận này là 9089 người 2.

## Địa lý
Theo Cục điều tra dân số Hoa Kỳ, quận này có diện tích 3341 ki-lô-mét vuông, trong đó có 9 km2 là diện tích đất, km2 là diện tích mặt nước.

## Thông tin nhân khẩu
Theo điều tra dân số 2 năm 2000, quận đã có dân số 9.089 người, 3.684 hộ gia đình, và 2.243 gia đình sống trong quận hạt. Mật độ dân số là 7 người trên một dặm vuông (3/km ²). Có 4.492 đơn vị nhà ở với mật độ trung bình là 4 trên một dặm vuông (1/km ²). Cơ cấu điểm chủng tộc dân cư quận Woods bao gồm 93,41% người da trắng, 2,38% da đen hay Mỹ gốc Phi, 1,61% người Mỹ bản xứ, 0,53% châu Á, Thái Bình Dương 0,03%, 0,56% từ các chủng tộc khác, và 1,49% từ hai hoặc nhiều chủng tộc. 2,42% dân số là người Hispanic hay Latino thuộc một chủng tộc nào.
Có 3.684 hộ, trong đó 24,10% có trẻ em dưới 18 tuổi sống chung với họ, 50,90% là đôi vợ chồng sống với nhau, 7,30% có một chủ hộ nữ và không có chồng, và 39,10% là các gia đình không. 33,40% hộ gia đình đã được tạo ra từ các cá nhân và 16,40% có người sống một mình 65 tuổi hoặc lớn tuổi hơn là người. Cỡ hộ trung bình là 2,20 và cỡ gia đình trung bình là 2,81.
Trong quận, dân số đã được trải ra với 19,20% dưới độ tuổi 18, 16,80% 18-24, 23,20% 25-44, 20,90% từ 45 đến 64, và 19,90% từ 65 tuổi trở lên. Độ tuổi trung bình là 38 năm. Đối với mỗi 100 nữ có 103,90 nam giới. Đối với mỗi 100 nữ 18 tuổi trở lên, đã có 101,70 nam giới.
Thu nhập trung bình cho một hộ gia đình trong quận đạt 28.927 USD, và thu nhập trung bình cho một gia đình là $ 39.143. Phái nam có thu nhập trung bình $ 26.651 so với 18.968 $ phái nữ. Thu nhập bình quân đầu người là 17.487 $. Giới 8,70% của các gia đình và 15,00% dân số sống dưới mức nghèo khổ, bao gồm 16,80% những người dưới 18 tuổi và 6,80% của những người 65 tuổi hoặc hơn.